# 壱岐国分寺
壱岐国分寺（いきこくぶんじ）は、長崎県壱岐市芦辺町中野郷西触にある臨済宗大徳寺派の寺院。山号は護国山。本尊は釈迦如来。
奈良時代に聖武天皇の詔により日本各地に建立された国分寺のうち、壱岐島島分僧寺（国分僧寺）の後継寺院にあたる。本項では現寺院とともに、古代寺院跡である壱岐島分寺跡（長崎県指定史跡「壱岐国分寺跡」）についても解説する。

## 概要
壱岐島中央部に位置する、聖武天皇の詔で創建された国分寺の法燈を継いで再興された寺院である。かつての国分寺は、壱岐島の場合には多くの史料で「島分寺（とうぶんじ、嶋分寺）」と見える。その創建期の島分寺跡は現境内の北西方に位置するが、他国に遅れての成立になる。史料・発掘調査によれば、8世紀中葉-後半に壱岐氏（壱岐島の古代豪族）の氏寺として創建され、8世紀後半-末頃に島分寺に転用されたのち10世紀末-11世紀初頭頃に衰退し、17世紀に現在地に再興がなされたとされる。
古代島分寺跡については1974年（昭和49年）に長崎県指定史跡に指定され、1987年（昭和62年）以降は発掘調査が実施されている。なお、一帯では壱岐島の古墳の最密集地として壱岐古墳群（壱岐氏首長墓と推定）などの分布や、壱岐氏の居館跡地と推定される国片主神社が知られる。

## 歴史

### 創建

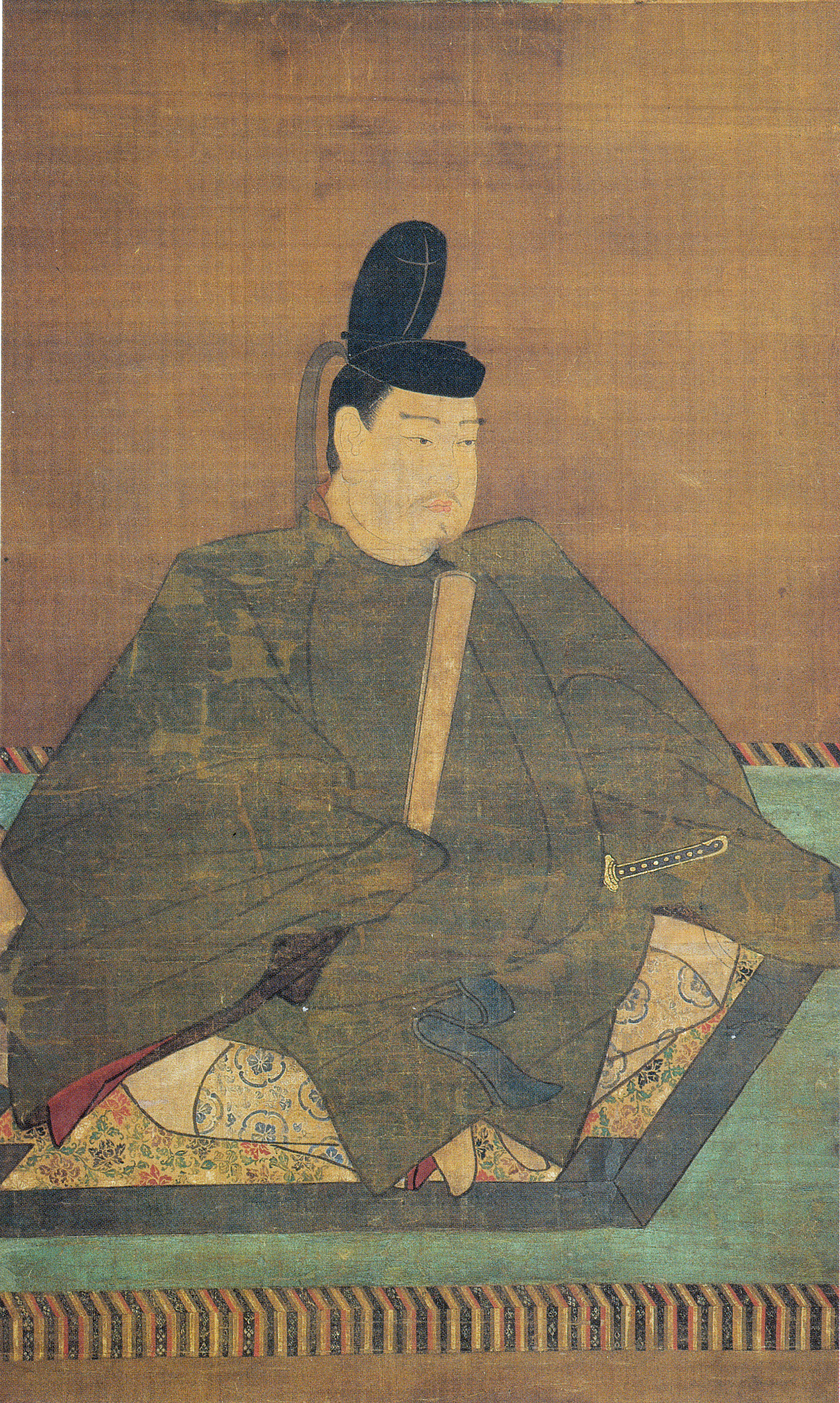
聖武天皇肖像

創建は不詳。国分寺建立の詔は天平13年（741年）に出されたが、『類聚三代格』の天平16年（744年）の詔によれば、同年に至って壱岐島の国分僧尼両寺の造寺用料が肥前国から割り当てられている。しかしながら、天平勝宝7歳（755年）に壱岐など西海道5国の講師（国分寺の僧官名）が停止され、天平勝宝8歳（756年）に26カ国の国分寺に灌頂幡一具等が頒下された際にもその5国は対象外とされており、当時は寺基が不確立であったとされる（寺院自体未成立か）。
『延喜式』玄蕃寮では壱岐島直（壱岐氏：壱岐島の古代豪族）の氏寺を島分寺と為し僧5口を置くと見え、それまでの整備状況は不明ながら、『弘仁式』（後述）までには壱岐氏の氏寺が転用されて成立した。なお、他の国分寺で置かれた僧は20口とされており、他国と壱岐島の間には格差があった。
以上に関して、近年の壱岐島分寺跡における発掘調査では8世紀中葉-後半が「氏寺期」に比定され、8世紀後半-末頃以降が転用後の「島分寺期」に比定される。

### 古代
弘仁11年（820年）の『弘仁式』主税寮の規定では、壱岐島の国分寺料として2万束があてられており、寺院の成立も認められる。承和11年（844年）には、大隅国・薩摩国・壱岐島の2国1島において停止されていた講師が復活された。
延長5年（927年）成立の『延喜式』主税寮では、肥前国正税のうちから壱岐島国分寺料1万6,697束があてられているほか、大宰府管内諸国正税から壱岐島島分寺の法会布施供養料1万2,907束1把1分5毫が、筑前国正税から仏餉供料稲1,332束・講師常供4,726束があてられている。
天禄元年（970年）には壱岐島分寺領の中浜荘が大宰府の安楽寺に寄進された。その後の文書によれば当寺は安楽寺末とされており、南北朝時代の観応3年（1352年）の文書にも安楽寺末の「島分寺」として見える。ただし発掘調査によれば、10世紀末-11世紀初頭頃には寺院の衰退が認められる。

### 近世
17世紀に入ると寺院再興の動きが生じ、『壱岐国続風土記』によれば、寛文2年（1662年）当時には釈迦堂のみの状態であったが、平戸藩主の松浦鎮信が白銀100枚を施入、松浦半左衛門が寺田10石を寄進するとともに、平戸の普門寺（平戸市木ヶ津町）から暗宗が招かれて再興開山されたという。その後は那賀郷の阿弥陀寺住職の兼帯所とされている。
享保5年（1720年）には平戸藩主の松浦篤信によって京都の大徳寺から興宗が招かれて請待開山され、享保8年（1723年）には安国寺（壱岐市芦辺町深江栄触）末の阿弥陀寺など6寺が国分寺末とされた。
元文3年（1738年）には、那賀郷域内で阿弥陀寺が国分寺とされ（現在の護国山国分寺）、国分寺跡には小堂が建てられて阿弥陀寺とされた（寺号の交代）。宝暦-明和年間（1751-1442年）には伽藍修築のことがあったほか、寛政10年（1795年）当時には寺領新田高30石で、『伊能忠敬測量日記』でも国分寺領30石と見える。

### 近代以降
- 1974年（昭和49年）7月2日、島分寺跡が「壱岐国分寺跡」として長崎県指定史跡に指定[3]。
- 1987-1993年度（昭和62-63年・平成元-5年度）、第1-7次発掘調査（旧芦辺町教育委員会）[4][8]。
- 2012-2013年度（平成24-25年度）、範囲確認の発掘調査（壱岐市教育委員会）[8]。

## 壱岐島分寺跡

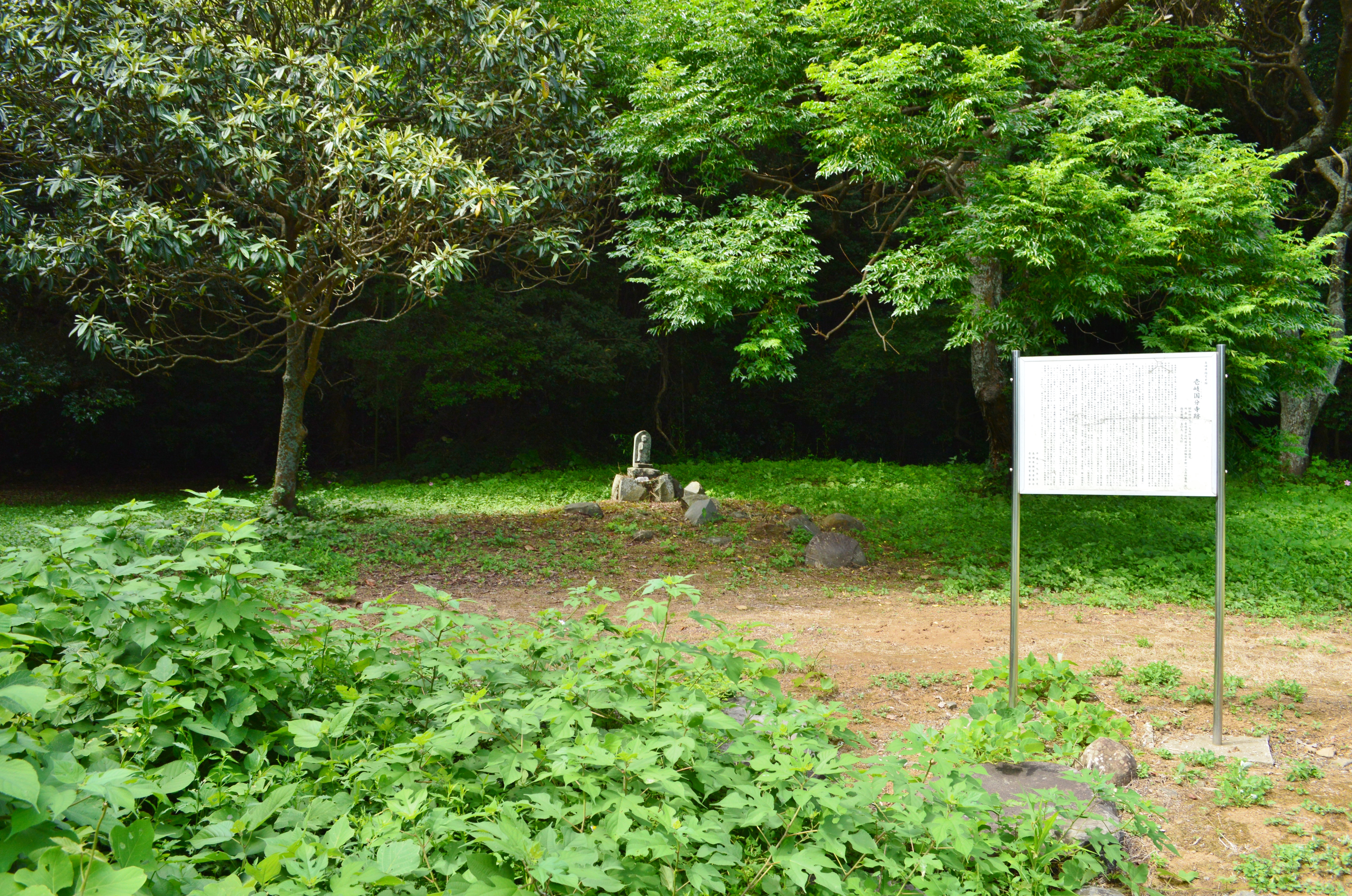
壱岐島分寺跡（壱岐国分寺跡）

僧寺跡は、現国分寺の北西方に位置する（北緯33度47分58.86秒 東経129度43分4.66秒 / 北緯33.7996833度 東経129.7179611度）。壱岐氏の氏寺を母体としたことや地形的に寺域が狭いことなどにより、他国とは異なる伽藍配置を採る。
推定寺域では、7世紀末頃からの須恵器がわずかながら検出されている。その後、8世紀中葉-後半には金堂跡・塔跡・塀跡・門跡と推定される版築基壇の建物跡が検出されており、それらは「氏寺期」に比定される。そして8世紀後半-末頃に回廊跡が新造されており、以降10世紀末-11世紀初頭頃までが「島分寺期」に比定される。しかし現在認められる礎石はいずれも原位置を保たないため、建物の詳細は明らかでない。
寺域からの出土品としては、瓦のほか須恵器・土師器・製塩土器・滑石製品・輸入陶磁器などがある。そのうち「氏寺期」の瓦には大宰府系でなく平城系のものが認められ、壱岐氏と畿内との密接な結びつきが示唆される。また礎石については、江戸時代中期の『壱岐国続風土記』では約60個あったとし、江戸時代末期の『壱岐名勝図誌』では20余個の存在が記されるが、現在は10数個のみが確認されている。

## 文化財

### 長崎県指定文化財
- 史跡
  - 壱岐国分寺跡 - 1974年（昭和49年）7月2日指定[3]。

### 壱岐市指定文化財
- 有形文化財
  - 木造弘法大師坐像 - 室町時代の作。大永8年（1528年）の修理銘を有する。寄木造で、像高37.9センチメートル。1974年（昭和49年）12月2日指定[10][11]。

## 現地情報
所在地
- 島分寺跡（国分寺跡）：長崎県壱岐市芦辺町国分本村触
- 現国分寺：長崎県壱岐市芦辺町中野郷西触

交通アクセス
- 島分寺跡：壱岐交通バスで「国分寺」バス停下車
- 現国分寺：壱岐交通バスで「国分」バス停下車

関連施設
- 壱岐市立一支国博物館（壱岐市芦辺町深江鶴亀触） - 壱岐島分寺跡の出土品等を保管・展示。